# Safareig del Torrent de Peguera
El Safareig del Torrent de Peguera és una obra del municipi de Cercs (Berguedà) inclosa en l'Inventari del Patrimoni Arquitectònic de Catalunya.

## Descripció
Es tracta d'un safareig de proporcions rectangulars amb pica a dues bandes i desguàs ampli format per un canal de sortida elevat sobre el torrent de Peguera. Coberta a una vessant aguantada amb quatre pilars de maó. Terra regular cimentat. El pont modern de la carretera i el mur del torrent de Peguera formen el tancament de l'element per les bandes nord i de ponent.

## Història
La presència d'un safareig públic en aquest indret es remunta, segons la tradició popular, a inicis dels anys 90 del passat segle xix, amb la coberta feta a començaments dels anys 30 del present segle i posteriors remodelacions més tardanes, com el canalet de desguàs que salva el desnivell del torrent de Peguera.